# Place Vaucanson
Pour les articles homonymes, voir Vaucanson.
La place Vaucanson est une place publique de la commune française de Grenoble, dans le département français de l'Isère, en région Auvergne-Rhône-Alpes.

## Situation et accès
Cette place, située dans le quartier de l'hyper-centre, non loin de la zone piétonne, est contigüe au square de la place du Docteur Martin.
En partant du nord, et dans le sens des aiguilles d'une montre, la place Vaucanson donne accès aux voies suivantes, selon les références toponymiques fournies par le site géoportail de l'Institut géographique national. :
- Nord : rue de la Poste / rue Saint-Jacques
- Nord-est : rue Condillac
- Est : rue de la Liberté
- Sud-est : place de l'Étoile
- Ouest : place du Docteur Léon martin
- Nord-ouest : rue de Sault

La place, positionnée dans le quartier hypercentre de Grenoble, à proximité de la principale zone commerçante de la ville, est accessible aux piétons, cyclistes ou automobilistes depuis n'importe quel point de la ville.
Transports publics
La place est directement desservie par la ligne A du réseau de tramway de l'agglomération grenobloise, la station la plus proche se dénommant Place de Verdun ainsi que plusieurs lignes d'autobus 

## Description
Il s'agit d'une place de forme carrée en grande partie occupée par un parking municipal et située à proximité immédiate de la zone piétonne et commerçante de l'hyper-centre grenoblois. Elle offre la particularité d'être contigüe à deux autres places de la ville, la place du Docteur Léon Martin (qui abrite un square bordé d'arbres) avec laquelle, elle forme un unique espace urbain et la place de l'Étoile qui la relie à la rue Lesdiguières et à la place de Verdun.

## Origine du nom

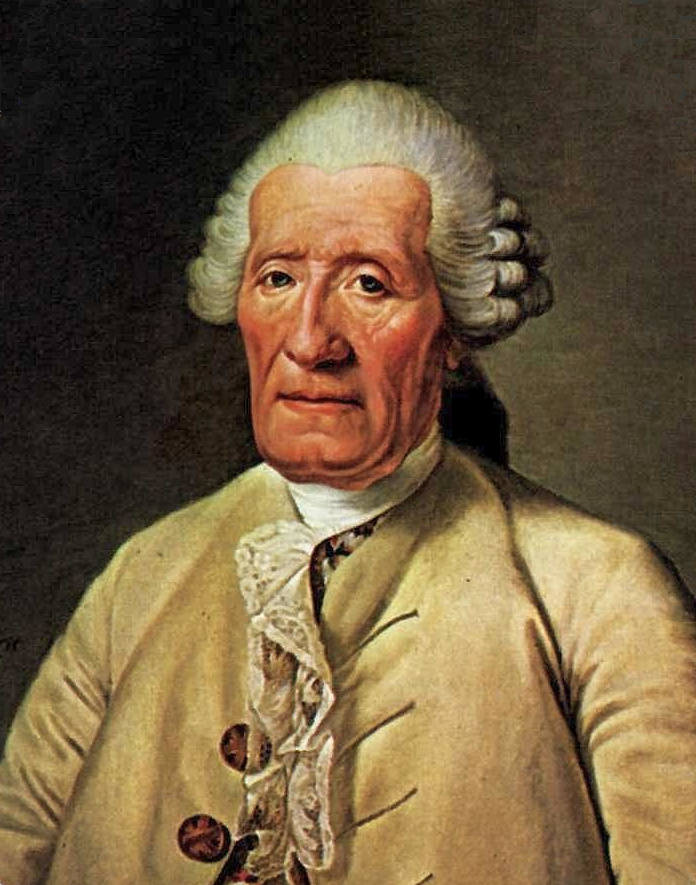
Jacques Vaucanson

La place Vaucanson est dédiée à l'inventeur Jacques Vaucanson, né le 24 février 1709 à Grenoble et dont la maison familiale est située rue Chenoise dans le quartier Notre-Dame, centre historique de la ville.

## Historique
La place Vaucanson est construite durant le Second Empire. Elle est alors liée à un projet d'agrandissement de l'espace urbain et s’imposera comme un nouveau centre administratif et culturel. Les immeubles qui la bordent présentent leurs façades sobres et reste un exemple de l’architecture bourgeoise des années 1860.
En 1856, la ville de Grenoble lui dédie cette place (d'abord dénommée « place de la poste » car elle hébergeait le premier hôtel des Postes de la ville), le conseil municipal faisant élever, en 1876, une statue de l'inventeur, sculptée par Agénor Chapuy. La Banque de France, devenue Banque de l'Isère (puis banque Rhône-Alpes), s'installe sur cette place en 1858 et l'Hôtel des Postes, en 1886.

## Bâtiments remarquables et lieux de mémoire

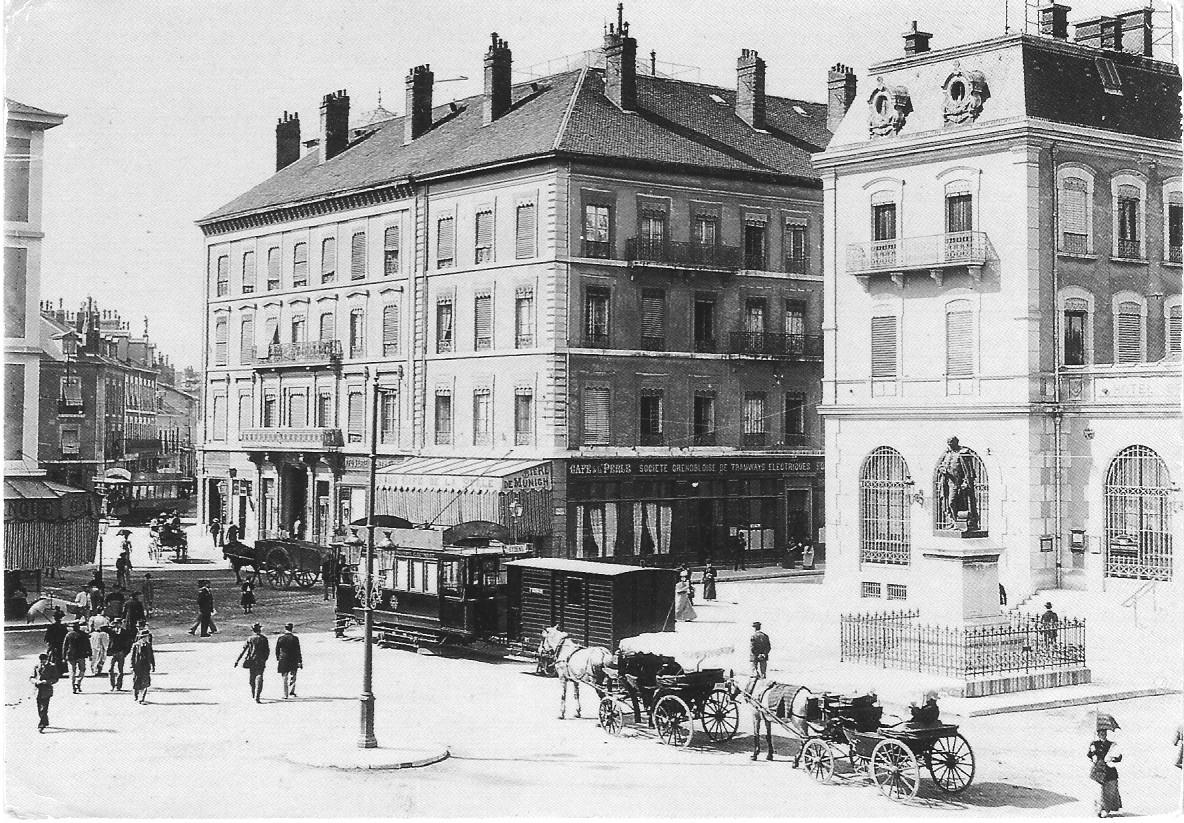
Place Vaucanson en 1896

- No 1 : bâtiment de la banque Rhône-Alpes qui occupe l'ancien siège de l'annexe départementale de la Banque de France, construite en 1858[4].

- No 2 : emplacement de la librairie Le Square (anciennement librairie de l'Université, une des plus anciennes librairies de Grenoble[5].